# 法華寺 (岐阜市)
法華寺（ほっけじ）は、岐阜県岐阜市にある高野山真言宗の寺院である。山号は霊鷺山（りょうじゅさん）。
通称、三田洞弘法。正式名より通称のほうで知られている。山号は景観がインド（天竺）の霊鷺山に似ていたためといわれる。
本尊は木造聖観音菩薩立像。他に愛染明王を祀る。この愛染明王は、頭を2つ、腕を8つもつ両頭愛染明王坐像である。共に岐阜市指定文化財となっている。
岐阜市で一番高い山である百々ヶ峰（標高417.9 m）の山麓にある。本堂は池の中島にある。
美濃三十三観音霊場第十五札場。美濃四国札所第六十一札場。東海白寿三十三観音第三十二番札場。美濃三弘法第二札場（乙津寺、法華寺、円鏡寺）。

## 沿革
寺伝によれば、816年（弘仁7年）、嵯峨天皇の勅命により、空海が創建したという。
たびたび火災で焼失し、1623年（元和9年）に再建される。1684年（貞享元年）に現在地に移転する。

## 文化財

### 岐阜市指定文化財
- 木造両頭愛染明王坐像
- 木造阿弥陀如来立像
- 三田洞弘法のボダイジュ　岐阜市天然記念物
- 庭園　岐阜市指定名勝

## 境内
- 本堂
- 不動堂
- 太子堂
- 稲荷堂
- 茶室 など
- 池泉回遊式庭園（岐阜市指定名勝）[1]
- 弘法大師のお手植えの菩提樹（岐阜市指定天然記念物）[1]

## 所在地
- 岐阜県岐阜市三田洞131

## 交通アクセス
岐阜バス
JR岐阜駅バスターミナル（東海道本線・高山本線岐阜駅）
12番のりば：茜部三田洞線 （N61）「三田洞団地」行き。最寄バス停は「三田洞」バス停、徒歩20分。
名鉄岐阜のりば（名古屋鉄道名古屋本線・各務原線名鉄岐阜駅）
4番のりば：茜部三田洞線 （N61）「三田洞団地」行き。最寄バス停は「三田洞」バス停、徒歩20分。
JR岐阜駅バスターミナル、名鉄岐阜のりばより、高富方面行きで「三田洞」バス停でも良い。
みわっこバス
「岐北厚生病院」・「岐阜ファミリーパーク」行き より「弘法前」バス停  (土曜・休日は運行しない。)

## その他
- 森田草平の『輪廻』で描かれている。

## 周辺
- 三田洞神仏温泉

## 参考画像

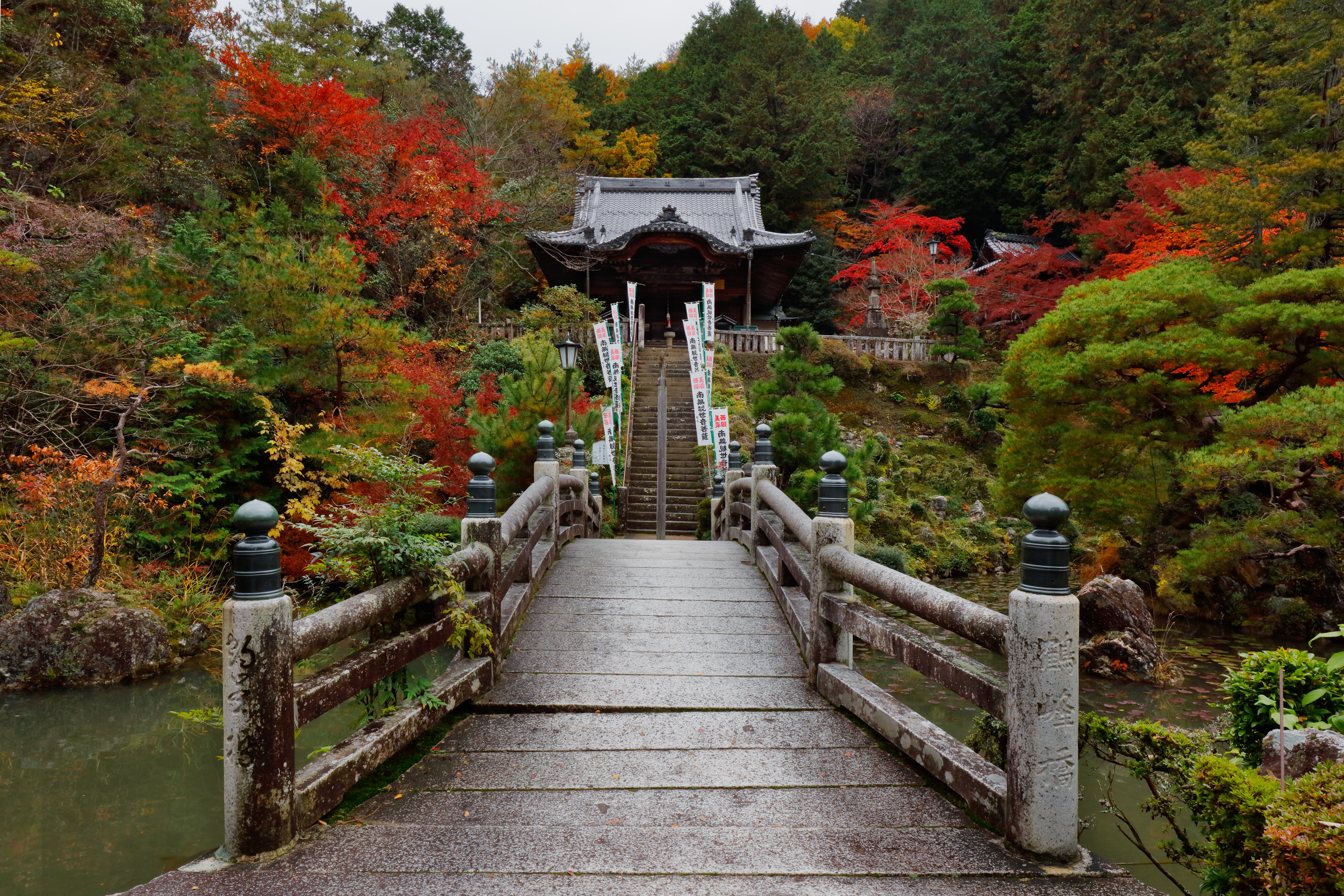
本堂
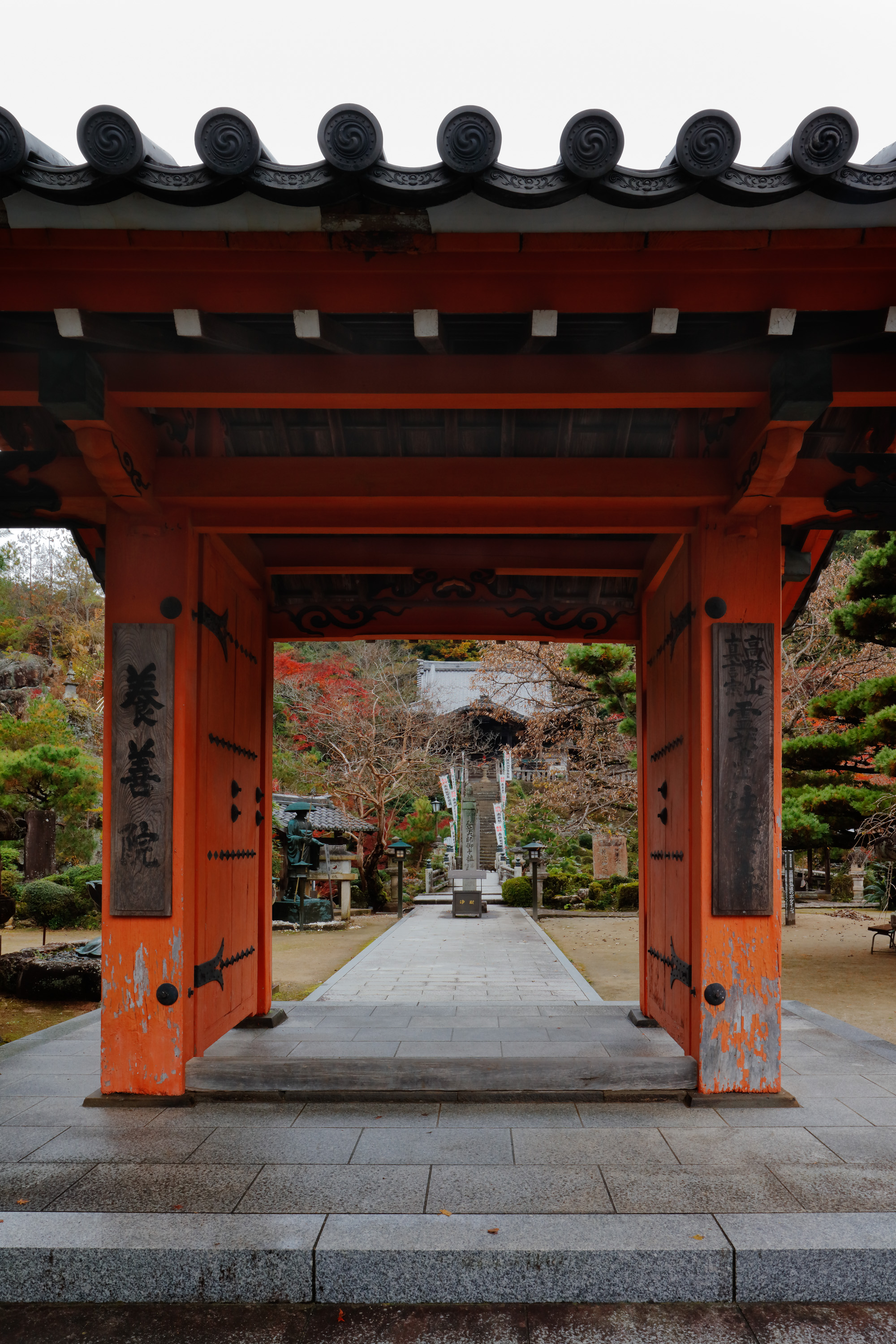
山門
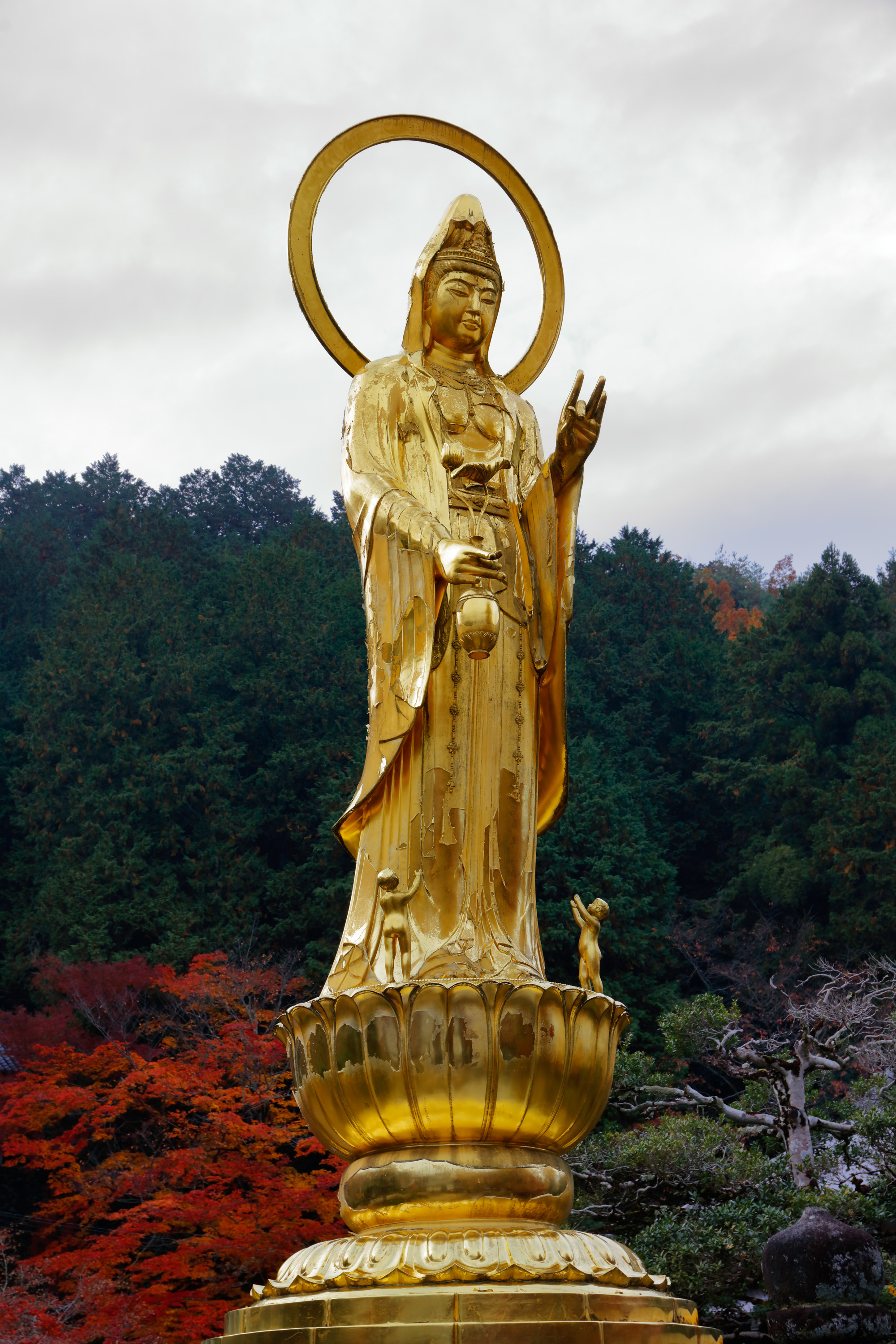
金色慈母観音
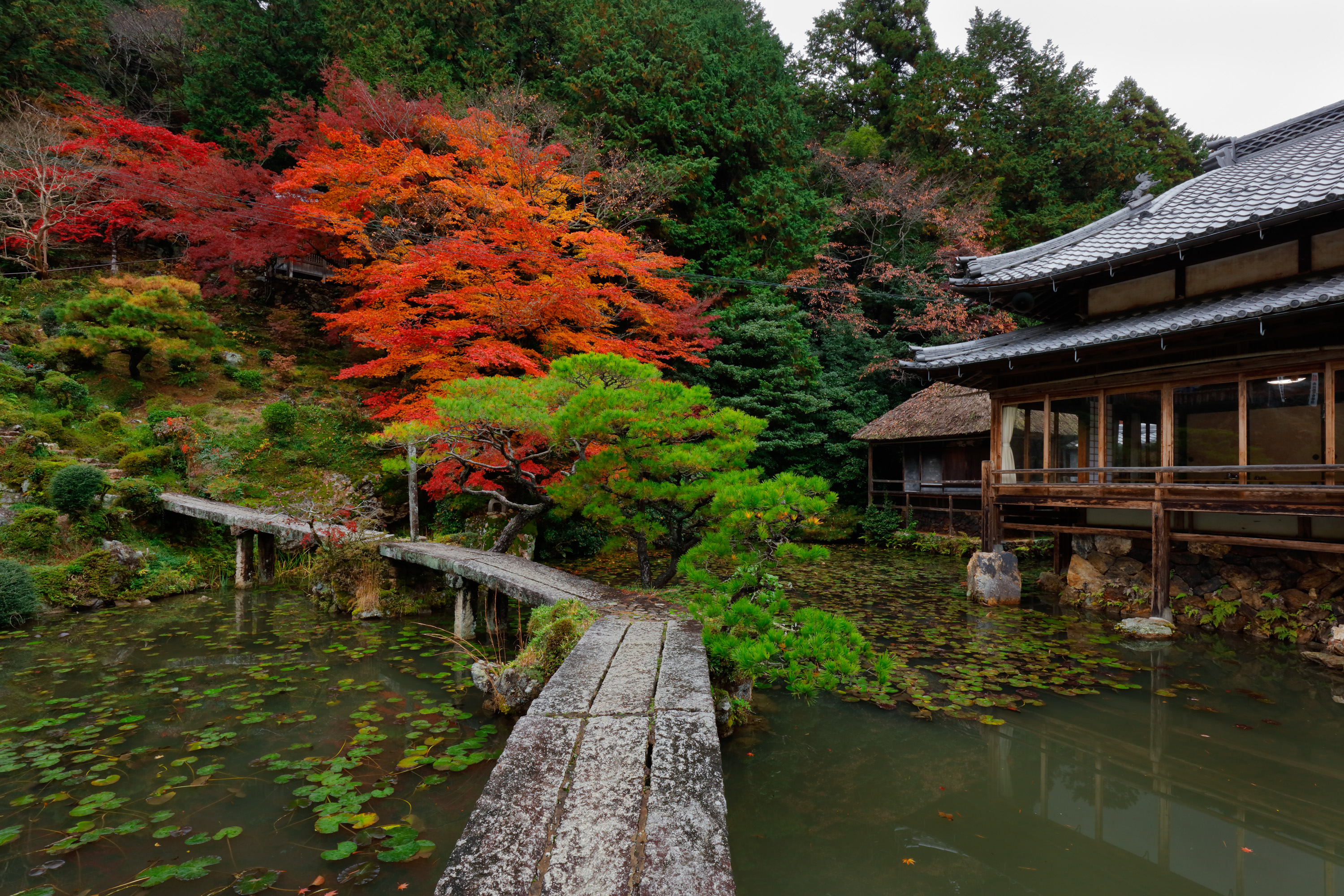
庫裡と池泉回遊式庭園
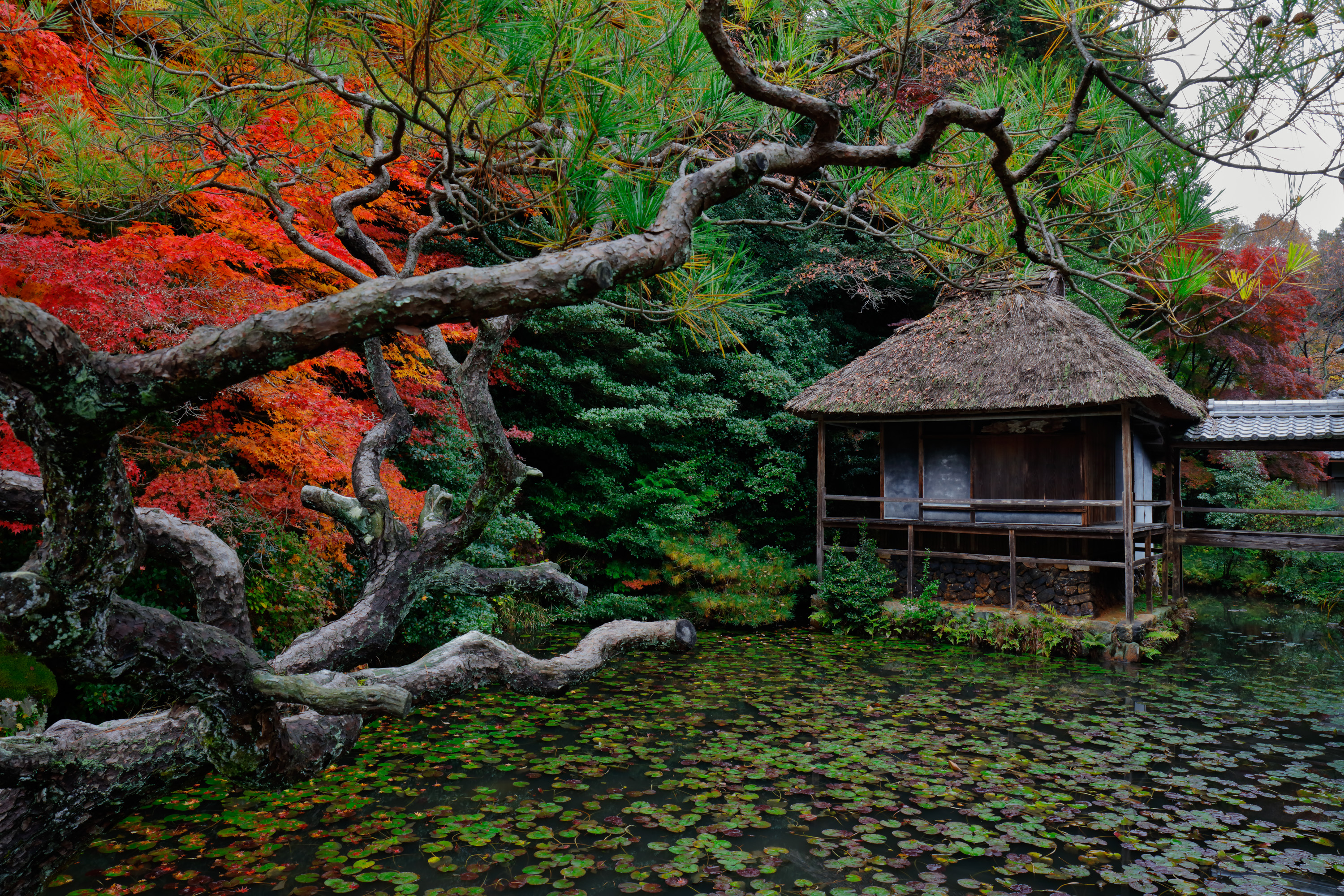
茶室と池泉回遊式庭園
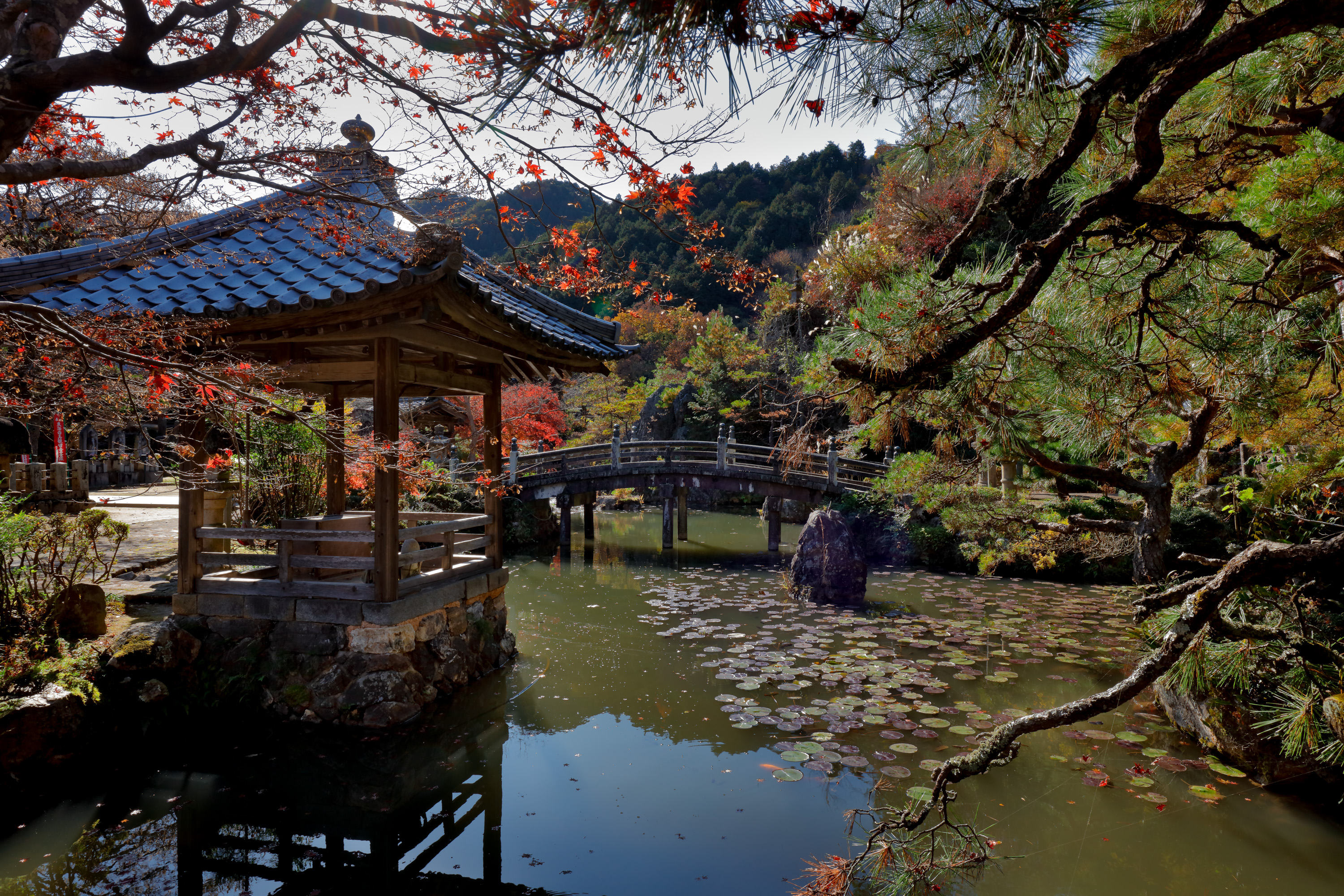
池泉回遊式庭園
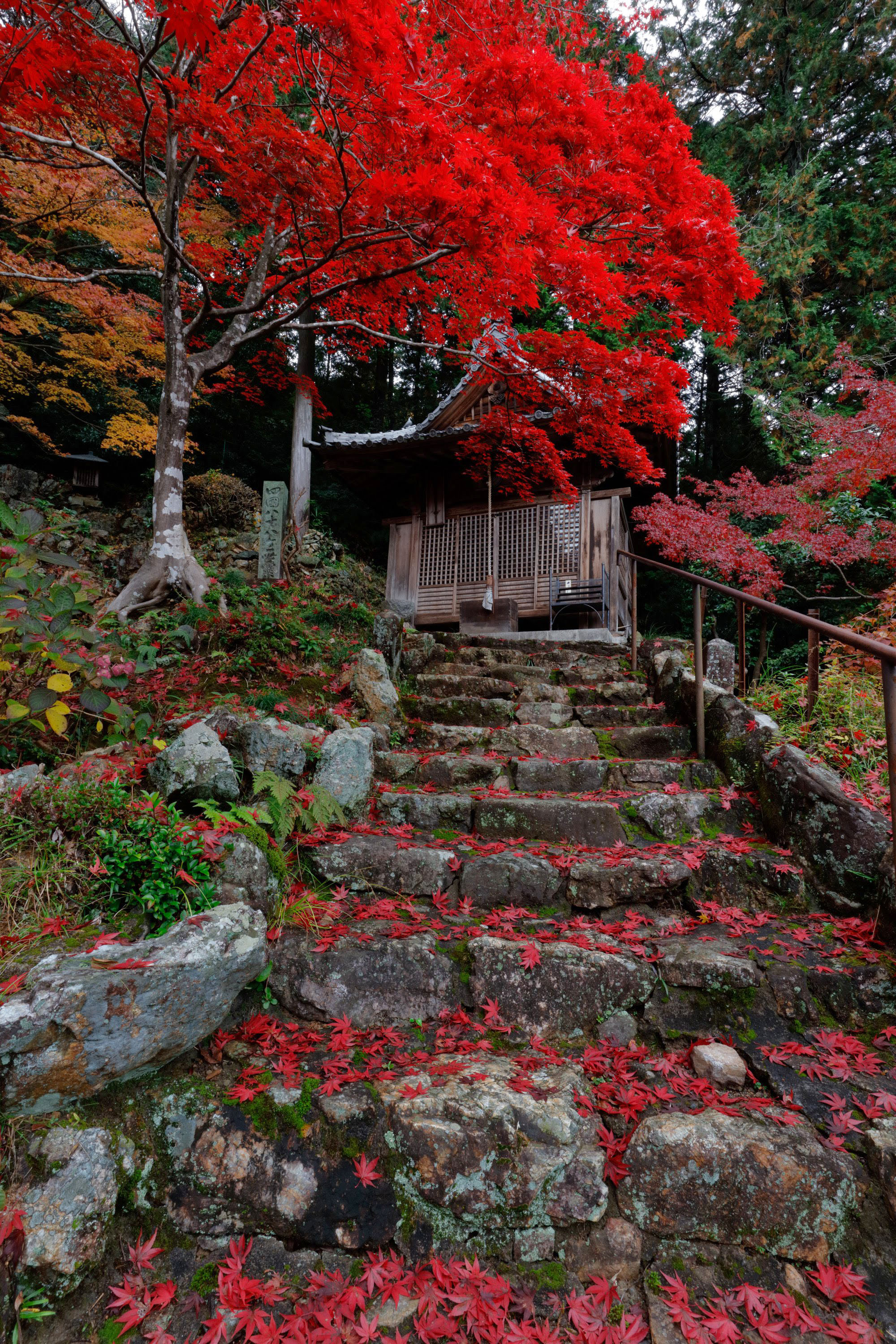
不動堂
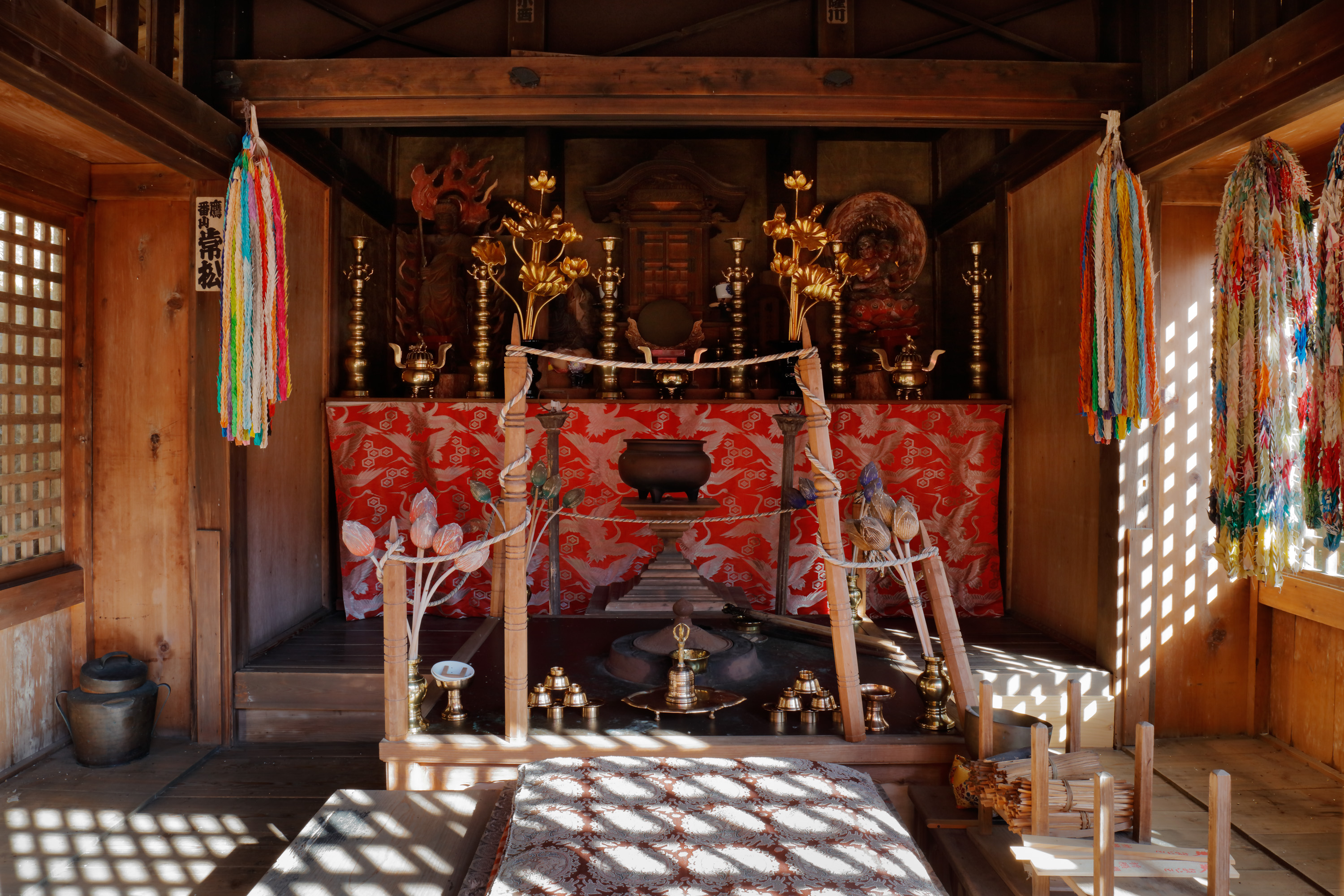
不動堂内部
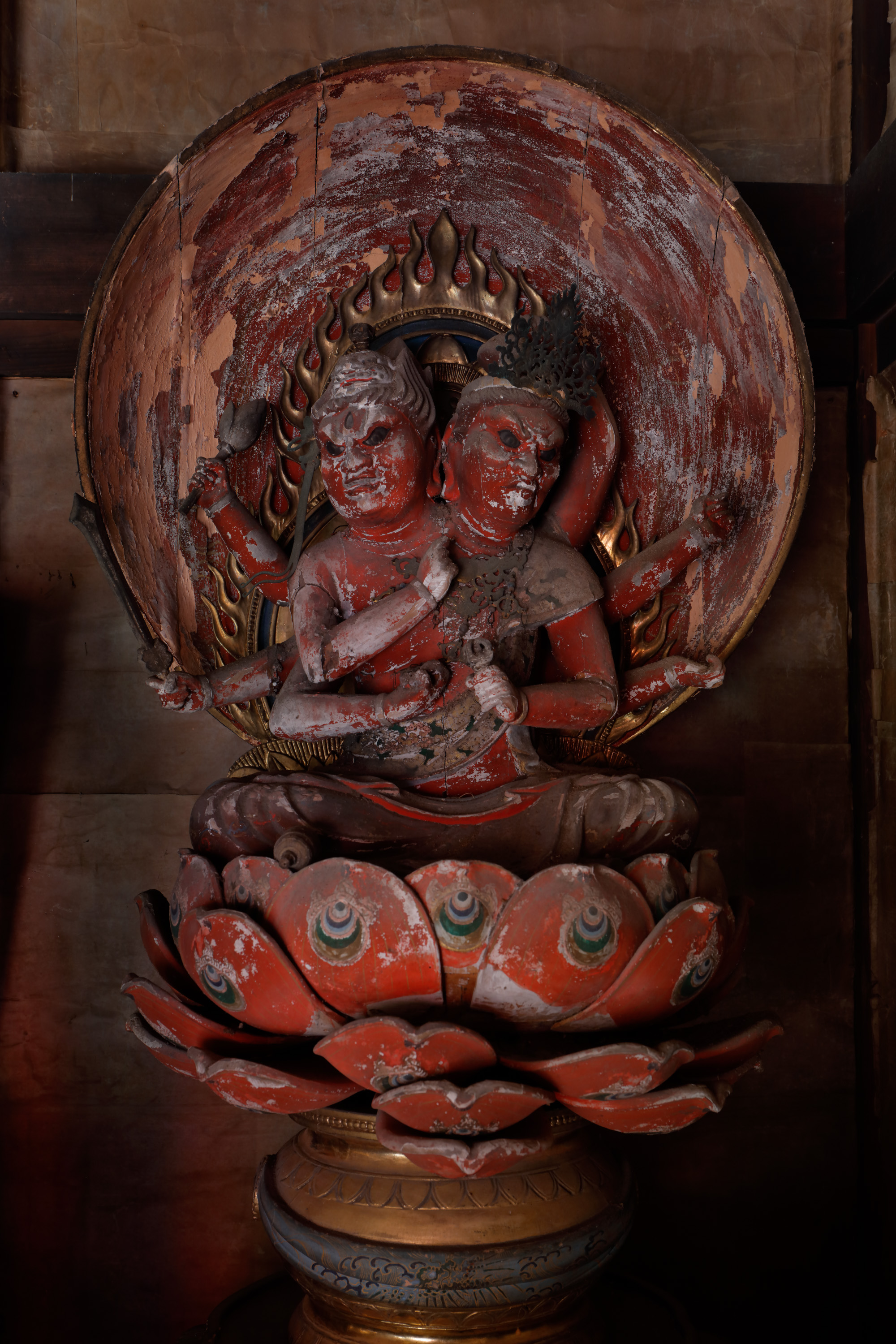
両頭愛染明王坐像
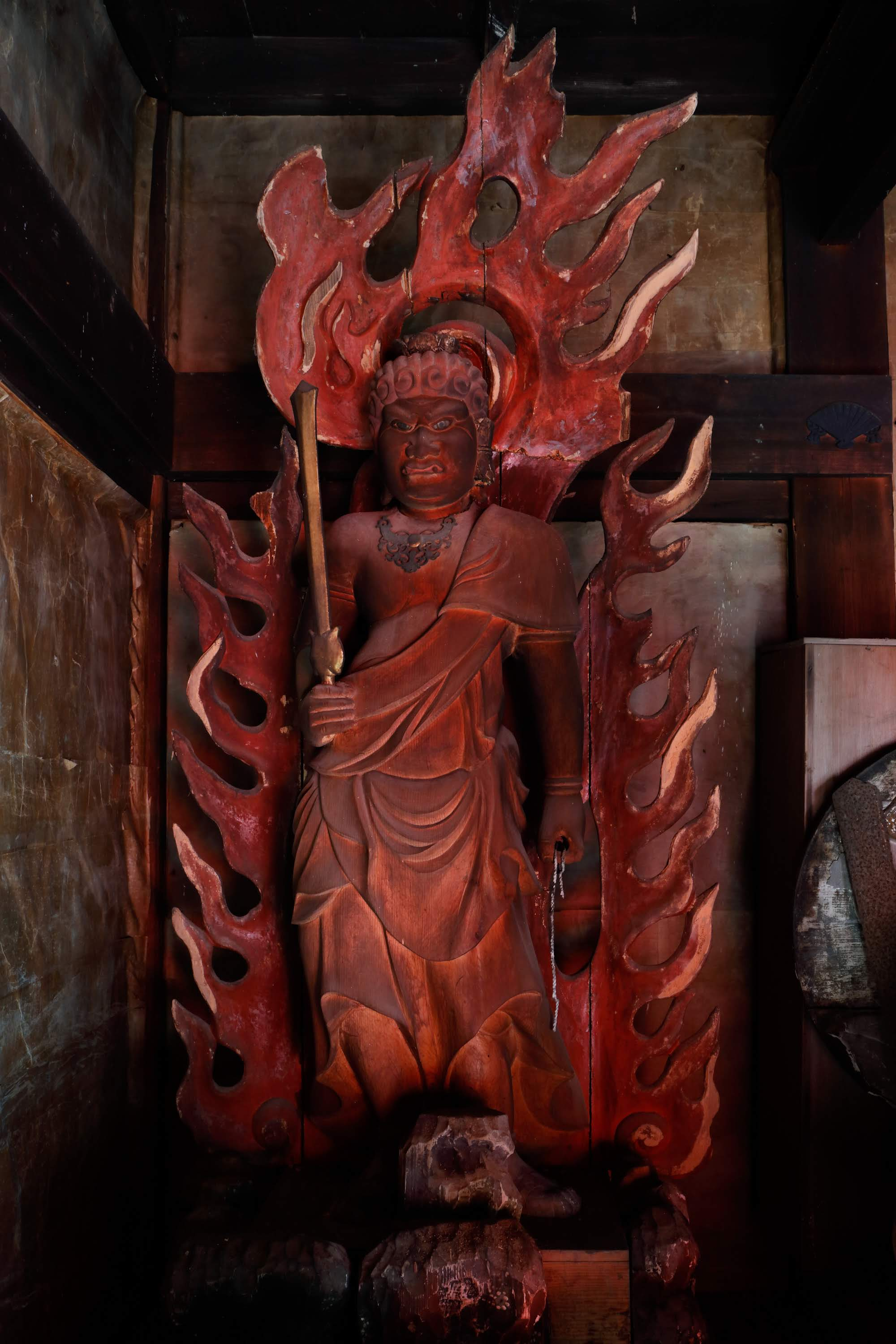
不動明王像